# برادلي إس. جاكوبس
برادلي إس. جاكوبس (بالإنجليزية: Bradley S. Jacobs)‏ هو خبير مالي وشخصية أعمال أمريكي، ولد في 3 أغسطس 1956 في بروفيدنس في الولايات المتحدة.